# Glittertind
Glittertind, známý také jako Glittertinden je druhá nejvyšší hora v Norsku, vysoká 2464 metrů nad mořem, včetně ledovce na jeho vrcholu (výška bez ledovce je 2452 m). Nachází se ve správní oblasti města Lom v národním parku Jotunheimen. Glittertindu byl dříve přiznán titul nejvyšší hory v Norsku, měřící přístroje ukázaly, že jeho výška je větší, než Galdhøpiggen, konkrétně (2472 metrů nad mořem). Ledovec ale v posledních letech značně odtál a prvenství získal Galdhøpiggen. Vrcholek Glittertindu byl poprvé zdolán v roce 1841, prvovýstup si připsali Harald Nicolai Storm-Wergeland a Hans Sletten.

## Přístup
Glittertind je dobře přístupný od horské chaty Spiterstulen ze západu, se stoupáním 1300 metrů a od chaty Glitterheim z východu se stoupáním 1000 metrů. Výstup z Glitterheimu je snadný, ale Glitterheim je uvnitř Národního parku a je přístupný pouze pěšky. Výstup na vrcholek je velmi populární, překonaný pouze počtem výstupů na Galdhøpiggen, nejzápadnějšího horského souseda.
Cesta na vrcholek přes ledovec je celá bez trhlin, ale v horkém letním dnu se může změnit v cestu po lepivém mokrém sněhu. Východ a jihovýchod Glittertindu jsou stěží dosažitelné vrcholy, proto lze vidět severní a východní části okolní krajiny.
Na vrcholu je volně přístupná bouda, která ale není určená k přenocování.